# Kanisfluh
Le Kanisfluh est un sommet des Alpes, à 2 044 m d'altitude, dans le massif du Bregenzerwald, en Autriche (Vorarlberg).